# Janáček Brno
Janáček Brno ist ein Musikfestival in der tschechischen Stadt Brünn.
Das Festival wird vom Nationaltheater Brno innerhalb zweier Herbstwochen zu Ehren von Leoš Janáček veranstaltet. Es findet seit 2008 im Zweijahresrhythmus statt. Das Programm verfolgt drei Grundlinien: International namhafte Künstler und Ensembles bieten ihre Interpretationen von Janáčeks Opern dar. Darüber hinaus stehen Chorwerke von Janáček auf dem Programm. Ein weiterer Aspekt ist die Auseinandersetzung von heutigen Musikern mit dem Œuvre Janáčeks.
2019 erhielt Janáček Brno den International Opera Award für das beste Festival.